# Emily Bett Rickards
Emily Bett Rickards (Vancouver, 24 juli 1991) is een Canadese actrice. Ze is het meest bekend door haar rol als Felicity Smoak in de serie Arrow van The CW.

## Persoonlijk
Rickards is geboren en opgegroeid aan de westkust van Canada. Ze speelde al op jonge leeftijd in musicals. Na de middelbare school ging ze naar de Vancouver Film School waar ze afstudeerde in de "Acting Essentials Program". Later studeerde zij ook bij de "Alida Vocal Studio" in Vancouver.

## Filmografie
- Gemeinsame Normdatei: 1241136378
- International Standard Name Identifier: 0000 0004 4898 5566
- Library of Congress Control Number: no2017127207
- MusicBrainz: 8ca7ca5f-f597-4131-89d0-88f532a3583d
- Virtual International Authority File: 315092520
- WorldCat: E39PBJbWBcfrMwxDPy9G7xGyh3